# Vláda Dorina Receana
Vláda Dorina Receana je kabinet ministrů Moldavské republiky od 16. února 2023. Vláda složila přísahu hlasy 62 poslanců. Vzhledem k tomu, že Strana akce a solidarity má v moldavském parlamentu většinu, má vláda absolutní většinu PAS.

## Složení vlády
| Úřad                                                               | Ministr | Ministr                     | Strana | Strana    | Nástup do úřadu    | Konec v úřadu      |
| ------------------------------------------------------------------ | ------- | --------------------------- | ------ | --------- | ------------------ | ------------------ |
| Předseda vlády                                                     |         | Dorin Recean                |        | nestraník | 16. února 2023     | úřadující          |
| Místopředsedové vlády                                              |         |                             |        |           |                    |                    |
| Místopředseda vlády Ministr zahraničních věcí a evropské integrace |         | Nicu Popescu                |        | nestraník | 16. února 2023     | 29. ledna 2024     |
| Místopředseda vlády Ministr zahraničních věcí a evropské integrace |         | Mihai Popșoi                |        | PAS       | 29. ledna 2024     | úřadující          |
| Místopředseda vlády pro reintegraci                                |         | Oleg Serebrian              |        | nestraník | 16. února 2023     | úřadující          |
| Místopředseda vlády Ministr hospodářského rozvoje a digitalizace   |         | Dumitru Alaiba              |        | PAS       | 16. února 2023     | úřadující          |
| Místopředseda vlády Ministr zemědělství a potravinářského průmyslu |         | Vladimir Bolea              |        | PAS       | 16. února 2023     | úřadující          |
| Ministři                                                           |         |                             |        |           |                    |                    |
| Ministryně vnitra                                                  |         | Ana Revencoová              |        | nestraník | 16. února 2023     | 17. července 2023  |
| Ministryně vnitra                                                  |         | Adrian Efros                |        | nestraník | 17. července 2023  | 18. listopadu 2024 |
| Ministryně vnitra                                                  |         | Daniella Misail-Nichitin    |        | nestraník | 18. listopadu 2024 | úřadující          |
| Ministr obrany                                                     |         | Anatolie Nosatîi            |        | nestraník | 16. února 2023     | úřadující          |
| Ministr kultury                                                    |         | Sergiu Prodan               |        | nestraník | 16. února 2023     | úřadující          |
| Ministr školství a výzkumu                                         |         | Anatolie Topală             |        | nestraník | 16. února 2023     | 17. července 2023  |
| Ministr školství a výzkumu                                         |         | Dan Perciun                 |        | PAS       | 17. července 2023  | úřadující          |
| Ministr(yně) infrastruktury a regionálního rozvoje                 |         | Lilia Dabijaová             |        | nestraník | 16. února 2023     | 17. července 2023  |
| Ministr(yně) infrastruktury a regionálního rozvoje                 |         | Andrei Spînu                |        | PAS       | 17. července 2023  | úřadující          |
| Ministryně spravedlnosti                                           |         | Veronica Mihailov-Moraruová |        | nestraník | 16. února 2023     | úřadující          |
| Ministr(yně) financí                                               |         | Veronica Sirețeanuová       |        | nestraník | 16. února 2023     | 27. září 2023      |
| Ministr(yně) financí                                               |         | Petru Rotaru                |        | nestraník | 28. září 2023      | úřadující          |
| Ministryně životního prostředí                                     |         | Rodica Iordanovová          |        | nestraník | 16. února 2023     | 13. března 2024    |
| Ministryně životního prostředí                                     |         | Sergiu Lazarencu            |        | PAS       | 13. března 2024    | úřadující          |
| Ministr práce a sociální ochrany                                   |         | Alexei Buzu                 |        | nestraník | 16. února 2023     | úřadující          |
| Ministryně zdravotnictví                                           |         | Ala Nemerencoová            |        | nestraník | 16. února 2023     | úřadující          |
| Ministr energetiky                                                 |         | Victor Parlicov             |        | nestraník | 16. února 2023     | úřadující          |
| Člen z úřední moci                                                 |         |                             |        |           |                    |                    |
| Guvernérka (Baškan) autonomní oblasti Gagauzie                     |         | Irina Vlahová               |        | nestraník | 16. února 2023     | 19. července 2023  |
| Guvernérka (Baškan) autonomní oblasti Gagauzie                     |         | Evghenia Guțulová           |        | nestraník | 19. července 2023  | úřadující          |